# Home (album Sevendust)
Home jest drugim albumem zespołu Sevendust.

## Lista utworów
1. „Home” - 3:34
2. „Denial” - 4:17
3. „Headtrip” - 3:08
4. „Insecure” - 1:01
5. „Reconnect” - 3:37
6. „Waffle” - 3:30
7. „Rumble Fish (Assdrop)” - 3:21
8. „Licking Cream (feat. Skin)” - 3:17
9. „Grasp” - 4:21
10. „Crumbled” - 3:28
11. „Feel So” - 3:38
12. „Grasshopper” - 0:08
13. „Bender (feat. Chino Moreno)” - 3:45

## B-side
- „Fall”
- „School's Out” (Alice Cooper cover)